# 法國電視國際五台
法國電視國際五台（法語：TV5MONDE），是一個全球性的法語電視频道，於1984年1月首播。現時隨了播放國際新聞以外，還有電視劇、电影、综艺及体育節目。不同地域的廣播內容略有不同，而廣播的節目比例亦有分別。

## 歷史
TV5於1984年1月創立。它的命名是由於當時節目內容取自世界5個主要的法語廣播電視台的節目。這五家電視台分別是：
- 法國的TF1、France 2及France 3，
- 比利時的RTBF，
- 瑞士的。

1986年，加拿大魁北克的電視廣播亦加入廣播的行列。
直到2004年11月為止，都是由 管理。2005年4月6日，前法國通訊與文化部長 上任成為編導。
2006年，TV5徹底改革重組，改名為"TV5Monde"，突顯其频道向全世界播出的理念，同時也进行节目改版。
2015年4月8日，遭到傳聞俄羅斯政府支持的駭客集團魔幻熊(Fancy bear)入侵，入侵時自稱伊斯蘭國，同時也駭入相關網站，使電視台停播18小時。魔幻熊也曾因為駭入NATO、德國聯邦眾議院、美國民主黨、世界反禁藥組織而喧然大波。

## 拥有者
该频道有多个电视台拥有，其节目也来源于这些电视台，其中包括
- 法国电视台 (France Télévision)
- 比利時法語區電視台及電台 (RTBF)
- 瑞士法語广播电视 (RTS)
- 加拿大廣播公司 (SRC)
- 魁北克电视台（英语：Télé-Québec）
- 德法公共电视台

## 歷年LOGO

TV5使用期間：1995年至2005年
TV5MONDE使用期間：2006年至2021年

## 頻道位置

### 香港
現在TV5MONDE在now寬頻電視第714頻道播放，另有部份屋苑透過屋苑的公眾衛星電視接收器接收節目。

### 台灣
TV5MONDE在中華電信MOD第77頻道播映。2010年4月1日中午起和2017年11月1日00:00起，由於中華電信MOD調整頻道區塊及編號，TV5Monde的中華電信MOD頻道號碼從第77頻道改為第111頻道(2017年10月31日前為211頻道)和750頻道。